# Bobali

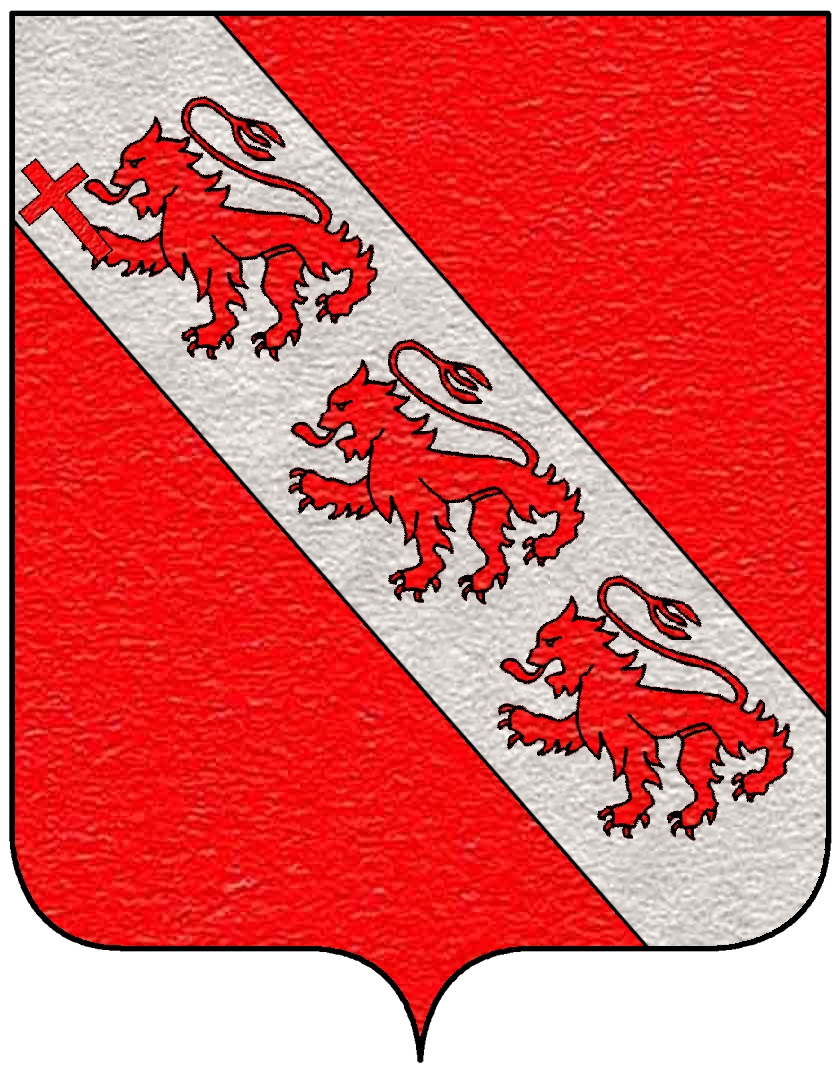
Lo stemma dei Bobali

La famiglia Bobali (nelle fonti più antiche quasi sempre Babalio, in seguito anche de Bobali, in croato anche Bobalić o Bobaljević) fu una delle più antiche famiglie nobili della Repubblica di Ragusa.

## Storia
La famiglia è considerata fra quelle che fondarono la città; secondo un'antica tradizione invece si ritiene che il casato dei Bobali originasse in Bosnia nel X secolo.
Il cognome è attestato - in diverse forme - in varie località: Baebiblius a Salona; Babuleius, Babullia, Bobuli o Boboli in Italia. Una delle etimologie proposte ritiene che tutti questi cognomi derivino dal nome altomedievale Babilius o Babilonius.
I Bobali diedero alla Repubblica un buon numero di uomini politici, prosatori e letterati: nel XIV secolo, appartennero alla famiglia 124 alti funzionari statali, pari al 3,32% sul totale nell'intero periodo. Allo stesso modo, fra il 1440 e il 1640 i Bobali contarono 64 membri del Maggior Consiglio: il 2,91% del totale. In questi duecento anni, ottennero anche 59 cariche senatoriali (1,81%), 59 volte la qualifica di Rettore della Repubblica (2,48%), 66 membri del Minor Consiglio (3,05%) e 23 Guardiani della Giustizia (2,80%).
La famiglia Bobali si estinse a Ragusa 1771 con la morte di Francesco Damiano (Frano Damjanov) Bobali, l'ultimo nobile di questa famiglia. Secondo il de Vidovich alcuni rami cadetti sopravvissero in epoca più tarda in Italia centrale.

## Personalità notabili (in ordine cronologico)
- Domagna Bobali (XIV secolo) - Sacerdote e uomo politico, fu primo ministro del bano di Bosnia Stefano Cotromano. Combatté il patarenismo e difese la Bosnia dalle mire dell'imperatore serbo Stefano Uroš.
- Francesco Bobali detto Cuco (XVI secolo) - Poeta e scrittore, lasciò molte canzoni, raccolte in seguito dall'abate Giorgi in un volume intitolato Poesie di Cuco il seniore.
- Savino Bobali detto Sordo o alla maniera illirica Misetich (1530 - 1585) - Fu poeta e scrittore fra i più importanti della sua epoca.
- Marino Bobali (XVII secolo) - Fu scrittore e filosofo. Nel 1654 stampò ad Aquileia il suo lavoro più noto, dal titolo Del senso predominato dalla ragione.